# Prison Break: The Final Break
Prison Break: The Final Break è un film per la televisione diretto da Brad Turner (prima parte) e da Kevin Hooks (seconda parte) che inizialmente determinava la fine della serie televisiva Prison Break. Al termine dei titoli di coda i due episodi sono indicati come le puntate 23 e 24 della quarta stagione. 
Gli episodi sono ambientati due giorni dopo il finale della quarta stagione, si scoprono quindi diverse situazioni trovate nel flashforward e questo porterà ad avere un piano chiaro e completo delle storie di ogni personaggio. 
Ci sono due nuovi personaggi: l'agente Wheatley (Chris Bruno), a cui viene dato l'incarico di seguire i movimenti di Scofield, e "Daddy" (Lori Petty), il capo dei detenuti dell'ala femminile del carcere in cui è ambientata quest'ultima parte.
Compaiono inoltre altri personaggi femminili minori che potrebbero venir usati per dare il via alla produzione di un potenziale spin-off al femminile, Prison Break: Cherry Hill, che la Fox ha iniziato ad ipotizzare dall'autunno 2007, con protagonista una casalinga di nome Molly.
Sono state smentite le voci che davano Gretchen Morgan come personaggio protagonista dell'eventuale spin-off. 

Del cast principale troviamo: Dominic Purcell (Lincoln Burrows), Wentworth Miller (Michael Scofield), Sarah Wayne Callies (Sara Tancredi), Robert Knepper (T-Bag), William Fichtner (Alexander Mahone), Amaury Nolasco (Fernando Sucre) e Jodi Lyn O'Keefe (Gretchen Morgan) mentre di quello secondario: Leon Russom (Il Generale), Barbara Eve Harris (Felicia Lang) e Kim Coates (Richard Sullins).
In un primo momento il cast secondario comprendeva anche Callie Thorne (Pamela "Pam" Larson Mahone), la cui scena però è stata poi eliminata. Tuttavia è contenuta all'interno del DVD, dove vediamo Alex che incontra Pam al mercato e scopre che lei ora ha un altro compagno; prima di salutarsi (probabilmente per sempre) lei consegna ad Alex un orologio che ha trovato nella loro casa.
Una seconda scena eliminata vede l'agente Wheatley che discute con la direttrice del carcere.

## Produzione e trasmissione
La decisione di non produrre una quinta stagione aveva spinto la Fox ad aggiungere due episodi, così da consentire agli autori di sviluppare un degno finale per l'intera serie, finale la cui idea di base, ritenuta grandiosa, è stata escogitata tra l'altro fin dall'ottobre 2008, quando il calo degli indici di ascolto aveva fatto meditare persino a una chiusura anticipata. Tuttavia il destino di tali episodi è sempre stato incerto. Alla fine è stato deciso di sviluppare tale conclusione tramite gli episodi 21° e 22°, per cui i due aggiuntivi hanno preso la forma di un TV movie a sé stante intitolato The Final Break e quindi lo status di "episodi speciali" e aggiuntivi rispetto alle quattro stagioni prodotte.
- Messa in onda:
  -  Israele: 24 maggio 2009 su yesSTARS
  -  Regno Unito: 27 maggio 2009 su Sky 1
  -  Stati Uniti: 21 luglio 2009 su Fox e anche in formato DVD-Video e Blu-ray Disc
  -  Italia: 15 settembre 2009 su Italia 1

| nº | Titolo originale       | Titolo italiano           | Prima TV Israele | Prima TV USA   | Prima TV Italia   |
| -- | ---------------------- | ------------------------- | ---------------- | -------------- | ----------------- |
| 23 | The Old Ball and Chain | The Final Break (Parte 1) | 24 maggio 2009   | 21 luglio 2009 | 15 settembre 2009 |
| 24 | Free                   | The Final Break (Parte 2) | 24 maggio 2009   | 21 luglio 2009 | 15 settembre 2009 |

## Trama

### Prima parte
Michael e Sara, accompagnati da Lincoln e Sucre, si sposano in riva al mare. Non passa molto tempo che proprio durante i festeggiamenti arriva la polizia che arresta Sara per l'omicidio di Christina. Dopo Lincoln a Fox River e Michael a Sona, anche Sara finisce dietro le sbarre. Qui incontra Gretchen, ripresasi dalla sparatoria che l'aveva messa in fin di vita e quindi in condizione di essere arrestata. A capo dell'ala femminile c'è una detenuta molto temuta che si fa chiamare Daddy ed è conosciuta per aver creato una "famiglia" all'interno del carcere. Nell'altra ala, quella maschile, il Generale e T-Bag risiedono fianco a fianco in modo del tutto pacifico; Il primo, dopo essere venuto a conoscenza dell'arresto di Sara, fa mettere una taglia sulla donna e T-Bag vorrebbe entrare nell'operazione. A difesa di Sara, Kellerman invia un avvocato di sua fiducia, ma le prove contro la donna sono inattaccabili. Sara viene riconosciuta da alcune guardie che, per vendicarsi degli agenti del Fox River, la picchiano. La direttrice del carcere, vista la fama di Michael, tiene Sara come osservata speciale e monitora ogni sua mossa. Michael, Lincoln e Sucre si mettono al lavoro per cercare di far evadere Sara ed invia i due compagni a perlustrare i confini del carcere. Ad aiutarli arriva anche Alex, dopo un colloquio all'FBI, con Richard Sullins e Felicia Lang. Nel frattempo, l'agente Wheatley viene nominato per seguire tutta la vicenda ed Alex è di nuovo messo in mezzo dovendo scegliere se aiutare Michael o tradirlo per riavere in cambio il suo vecchio lavoro. Dopo qualche perplessità Alex sembra scegliere la seconda opzione, informando di volta in volta l'agente Wheatley su tutte le mosse ed i piani di Michael. Sara, dopo essere scampata ad un tentativo di avvelenamento di Gretchen ed aver scoperto che non potrà tenere il bambino una volta partorito, decide di entrare nella famiglia di Daddy; Il costo per la protezione è una marchiatura a fuoco di un simbolo sulla spalla. Michael trova un punto cieco nella recinzione in cui le telecamere non riescono ad arrivare e comunica, tramite un messaggio in codice, a Sara quando è prevista l'evasione. Michael riesce ad ottenere una visita sorvegliata con Sara ed, una volta uscito dalla struttura, trova una troupe di agenti intenti a sistemare la telecamera di loro interesse; L'agente Wheatley li aveva avvertiti sul punto cieco in quanto, con l'aiuto di Mahone infatti si era infiltrato nell'appartamento di Michael, ed aveva rovistato tra le foto e le piantine del carcere recuperate, intuendo così il piano del ragazzo. Daddy viene portata in isolamento quando le guardie scoprono della droga nella sua cella. In realtà la droga è stata messa da Gretchen che, venuta a conoscenza del piano di Michael di far evadere Sara, vuole unirsi alla donna durante la fuga. Dopo che il piano è andato in fumo, Michael decide di chiedere aiuto al vecchio amico T-Bag, ma Lincoln nota che il fratello ha ancora dei problemi fisici.

### Seconda parte
T-Bag si accorda con Lincoln per fregare il Generale. Sara riceve un'ulteriore visita da Michael che le fa capire di farsi trovare nella cappella del carcere, in cui è presente un'uscita di emergenza, quella sera stessa. Michael decide di lanciarsi sul carcere con un paracadute, ma Mahone, sempre più combattuto per il proprio tradimento verso i compagni, gli suggerisce un'altra soluzione. Per aiutare Michael finge di raccontare a Wheatley il piano di evasione, permettendo a quest'ultimo di allertare la direttrice del carcere. Gretchen salva Sara da un attentato del resto della "famiglia" di Daddy, gelose delle attenzioni a lei riservate. T-Bag riesce a comunicare a Lincoln il nome dell'uomo che si occupa della gestione dei soldi del Generale, accordandosi per averne una quota a patto di attivare l'allarme antincendio la sera dell'evasione; Sucre e Lincoln si recano dall'uomo, derubandolo. Il Generale scopre quindi il tradimento di T-Bag. Michael registra un video per Sara che consegna ad Alex confidandogli di fidarsi di lui. Lincoln si accorda con Sofia per avere un posto sicuro in centro America, che raggiungeranno tramite una barca. Arriva la sera ed il piano ha inizio quando l'aereo decolla e Michael si lancia verso il carcere. Wheatley, pronto ad accoglierlo con le adeguate contromisure, spara all'uomo ancora prima che questi tocchi terra ma, avvicinatosi per arrestarlo, scopre che si tratta solo di un manichino; Michael è infatti entrato nel carcere dopo essersi nascosto sotto l'auto di Wheatley. Sara e Gretchen, dopo aver dato il via ad una rissa nella mensa, riescono a scappare e raggiungere la cappella, ma qui Gretchen viene catturata mentre Sara riesce ad introdursi nel fabbricato ed incontrarsi con Michael. T-Bag, accortosi del mancato pagamento di Lincoln, decide di riferire il piano di Michael alla direttrice ed a Wheatley. Sicuro del tradimento di T-Bag, Michael ha studiato il piano di fuga agendo di conseguenza. Ad una porta dalla libertà, Michael rivela a Sara di doversi sacrificare per far sì che lei e il loro figlio, che porta in grembo, possano scappare; Michael mette fisicamente il corpo nel circuito di un quadro elettrico creando una grande esplosione che permette a Sara di aprire la porta conducendola da Lincoln, Sucre ed Alex fuori dal carcere. L'unico ad essere informato delle intenzioni di Michael era Alex che, dopo il momentaneo sconvolgimento del gruppo, li convince ad allontanarsi. T-Bag, accusato di complicità nella fuga, viene portato in isolamento.
Una volta fuori, Mahone consegna a Sara la lettera ricevuta da Michael, al cui interno sono contenuti gli esiti delle analisi del marito che rivelano come il tumore al cervello non fosse scomparso e quindi non gli rimaneva molto tempo da vivere.
Sara riceve inoltre da Sucre i soldi rubati al Generale.
Alex dà poi a Lincoln il DVD, spiegandogli come Michael avesse deciso di non rivelare niente, pur di proteggere i suoi cari.
Sara e Lincoln salutano e ringraziano Alex e Sucre, poi partono alla volta della libertà a bordo della barca. Qui i due guardano il DVD di addio di Michael che racconta tutto il suo affetto per loro, la tristezza per non poter essere più lì insieme al fratello, al figlio e alla moglie, ma allo stesso tempo di non avere rimpianti sulla scelta appena compiuta e di essere profondamente felice nel sapere della libertà per le persone che ama. Nonostante il dolore, i protagonisti sono pronti a ricominciare a vivere, finalmente, da uomini liberi.